# Vĩnh Phú (phường)
Vĩnh Phú là một phường thuộc thành phố Thuận An, tỉnh Bình Dương, Việt Nam.

## Địa lý

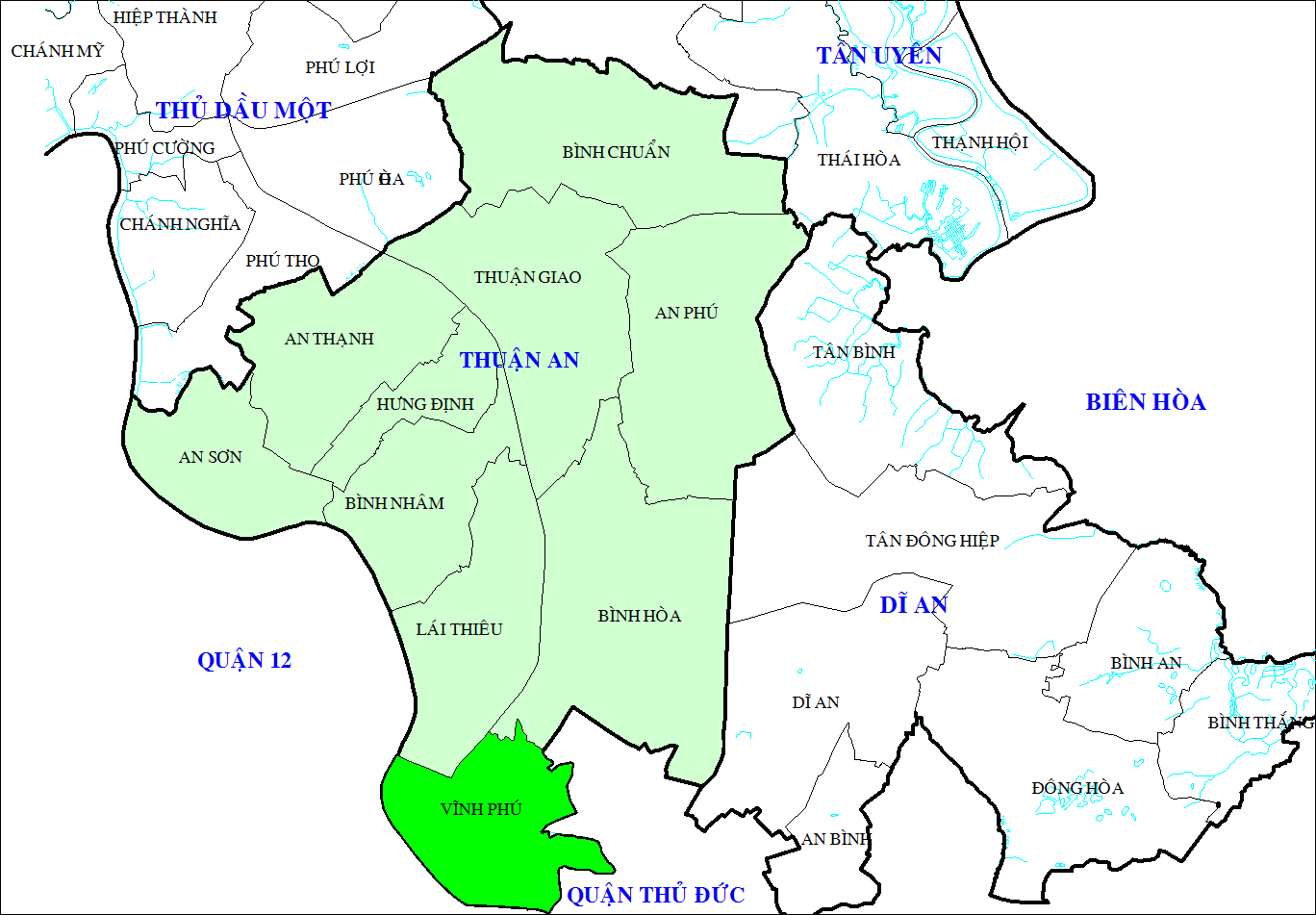
Vị trí phường Vĩnh Phú trên bản đồ thành phố Thuận An

Phường Vĩnh Phú nằm ở phía nam thành phố Thuận An, có vị trí địa lý:
- Phía bắc giáp các phường Lái Thiêu và Bình Hòa
- Các phía còn lại giáp Thành phố Hồ Chí Minh

Phường Vĩnh Phú có diện tích 6,53 km², dân số năm 2021 là 30.526 người, mật độ dân số đạt 4.675 người/km².

## Lịch sử
Trước đây, Vĩnh Phú là một xã thuộc huyện Thuận An, tỉnh Bình Dương.
Ngày 13 tháng 1 năm 2011, Chính phủ ban hành Nghị quyết số 04/NQ-CP về việc thành lập hai thị xã Dĩ An và Thuận An thuộc tỉnh Bình Dương. Theo đó, thành lập phường Vĩnh Phú thuộc thị xã Thuận An trên cơ sở toàn bộ diện tích và dân số của xã Vĩnh Phú.
Sau khi thành lập, phường Vĩnh Phú có diện tích 653 ha, dân số là 15.657 người.

## Hành chính
Phường Vĩnh Phú được chia thành 5 khu phố: Phú Hội, Đông, Trung, Tây, Hòa Long.